# Bombardier Traxx
Bombardier TRAXX je serija električnih in dizel-električnih lokomotiv kanadskega proizvajalca Bombardier Transportation. TRAXX je akronim za "Transnational Railway Applications with eXtreme fleXibility".